# 창원 달천구천
창원 달천구천(昌原 達川龜泉)은 대한민국 경상남도 창원시 의창구 북면에 있는 우물이다. 1975년 2월 12일 경상남도의 기념물 제32호로 지정되었다.

## 현지 안내문
북면 외감리 새터마을의 달천정(達川亭)이라는 정자 인근에 있는 우물이다.
조선 숙종 때의 유학자이며 우의정을 지낸 허목(許穆) 선생이 고향에 돌아와 달천정에 머물 때 손수 거북모양의 돌을 깎아 우물을 만들었다고 하여 ‘달천구천(達川龜泉)’이라고 전하며, 우물의 모습도 거북이 모양이다.
큰 돌을 이용하여 사각형의 우물을 만들었는데 한쪽으로 넓직한 돌을 얹어 놓아 거북의 모습을 닮았다. 이곳에서 1㎞쯤 떨어진 천주산 계곡에는 허목 선생이 ‘달천동(達川洞)’이라 직접 새긴 암석이 있어 이 계곡을 달천동 계곡이라 부르게 되었다.
가뭄에도 마르지 않고 맑은 물이 솟아나와 지금까지도 주민들의 식수로 이용되고 있다고 한다.

## 참고 자료
- 창원 달천구천 - 국가유산청 국가유산포털